# Kwakoegron
Kwakoegron es una localidad y ressort administrativo de Surinam. Kwakoegron se encuentra en el distrito de Brokopondo, tierra adentro al sur de la ciudad de Paramaribo capital de Surinam. Se encuentra a una elevación de 58 m por encima del nivel del mar.
Al este se encuentran los ressorts de Marshallkreek, Klaaskreek y Brownsweg, al suroeste el distrito de Sipaliwini y al noroeste el distrito de Para.
Según el censo del 2004, Kwakoegron contaba con 259 habitantes.